# مفصل متاکارپوفالانژیال
مفصل متاکارپوفالانژیال (انگلیسی: Metacarpophalangeal joint) نام چند مفصل است که میان استخوان‌های کف‌دستی و استخوان‌های بندانگشتی نزدینه (پروگزیمال) قرار دارند.
مفصل‌های متاکارپوفالانژیال از نوع مفصل لقمه‌ای بوده و به‌وسیله قرار گرفتن سرهای گرد استخوان‌های کف‌دستی (متاکارپ)، درون حفره‌های کم‌عمق قاعده‌های اولین انگشتان ساخته می‌شوند و دارای حرکاتی مانند خم‌کنندگی (فلکشن)، درازکنندگی (اکستنشن)، نزدیک‌کنندگی (اداکشن)، دورکنندگی (ابداکشن) و گردش (کانتاکشن) هستند.